# Arno Bieberstein
Arnold Curt „Arno” Bieberstein (ur. 23 października 1883 w Magdeburgu, zm. 17 maja 1918 tamże) – niemiecki pływak, mistrz olimpijski na Letnich Igrzyskach Olimpijskich 1908 w Londynie.
Podczas igrzysk olimpijskich w Londynie zdobył złoty medal w jedynej konkurencji, w której startował, 100 metrów stylem grzbietowym. Pobił rekord świata czasem 1:24,6.
W latach 1905–1907 zdobył mistrzostwo Niemiec w stylu grzbietowym startując z ramienia klubu SC Hellas Magdeburg.
W 1988 został pośmiertnie wybrany do International Swimming Hall of Fame.